# Studen kładenec
Studen kładenec (bułg. Студен кладенец) – wieś w Bułgarii, w obwodzie Kyrdżali, w gminie Krumowgrad. W 2024 roku liczyła 275 mieszkańców.